# Международный аэропорт имени Индиры Ганди

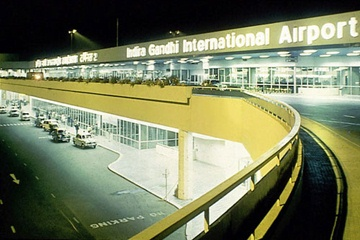
Международный аэропорт имени Индиры Ганди

Международный аэропорт имени Индиры Ганди (хинди इंदिरा गांधी अंतरराष्ट्रीय हवाई अड्डा, в.-пандж. ਇੰਦਰਾ ਗਾਂਧੀ ਕੌਮਾਂਤਰੀ ਹਵਾਈ ਅੱਡਾ, урду اندرا گاندھی انٹرنیشنل ایرپورٹ‎, англ. Indira Gandhi International Airport) (ИАТА: DEL, ИКАО: VIDP) — аэропорт в Дели, Индия. Назван именем бывшего Премьер-министра Индии Индиры Ганди, это самый загруженный аэропорт в Индии по взлётам-посадкам, а также второй по пассажирообороту аэропорт Индии. Аэропорт является главным хабом гражданской авиации в Столичном регионе Индии. Аэропорт ранее использовался ВВС Индии и был частью Аэропорта Палам, но позднее управление аэропортом было передано гражданским властям. В мае 2008 года управление аэропортом было передано совместному предприятию Delhi International Airport Limited (DIAL), которое управляется GMR Group, которая в свою очередь взяла на себя ответственность за реконструкцию и расширение аэропорта.
В 2007 Международный аэропорт имени Индиры Ганди обслужил около 23 млн пассажиров и принял программу по увеличению пассажирооборота до 100 млн до 2030 года. Новое здание Терминала 3, в настоящее время строящееся, обойдётся в 1.94 млрд долл. и позволит обслуживать дополнительно 37 млн пассажиров ежегодно; его запуск будет приурочен к Играм Содружества 2010 года. В сентябре 2008 года в аэропорту открылась взлётно-посадочная полоса длиной 4,43 км, это вторая по длине взлётно-посадочная полоса в Азии после Алма-Атинского аэропорта с его 4500 метрами.

## История
Аэропорт, ранее известный как Аэропорт Палам, был построен во время Второй мировой войны и являлся базой ВВС Индии. Пассажирские операции были позднее переведены из аэропорта Сафдаржунг в 1962 году в связи с увеличением нагрузки. Аэропорт Палам имел пиковую пропускную способность около 1300 пассажиров в час.
Вследствие увеличения в воздушного трафика в 70-х годах был построен дополнительный терминал с почти в четыре раза большей площадью. С открытием нового международного терминала (Терминал 2) 2 мая 1986 года аэропорт был переименован в Международный аэропорт имени Индиры Ганди. В международном терминале есть девять телетрапов.

## Инфраструктура
Старый терминал Палам, ныне известный как Терминал 1, используется для внутренних рейсов. Терминал был разделён на три отдельных терминала — 1A (для внутренних рейсов государственных авиакомпаний Indian Airlines и Kingfisher Airlines), 1B (для всех других внутренних авиакомпаний) и внутреннего терминала прибытия. Есть также отдельная Техническая Зона для VVIP. Кроме того, есть отдельный Терминал для паломников, который обслуживает мусульман, совершающих Хадж.

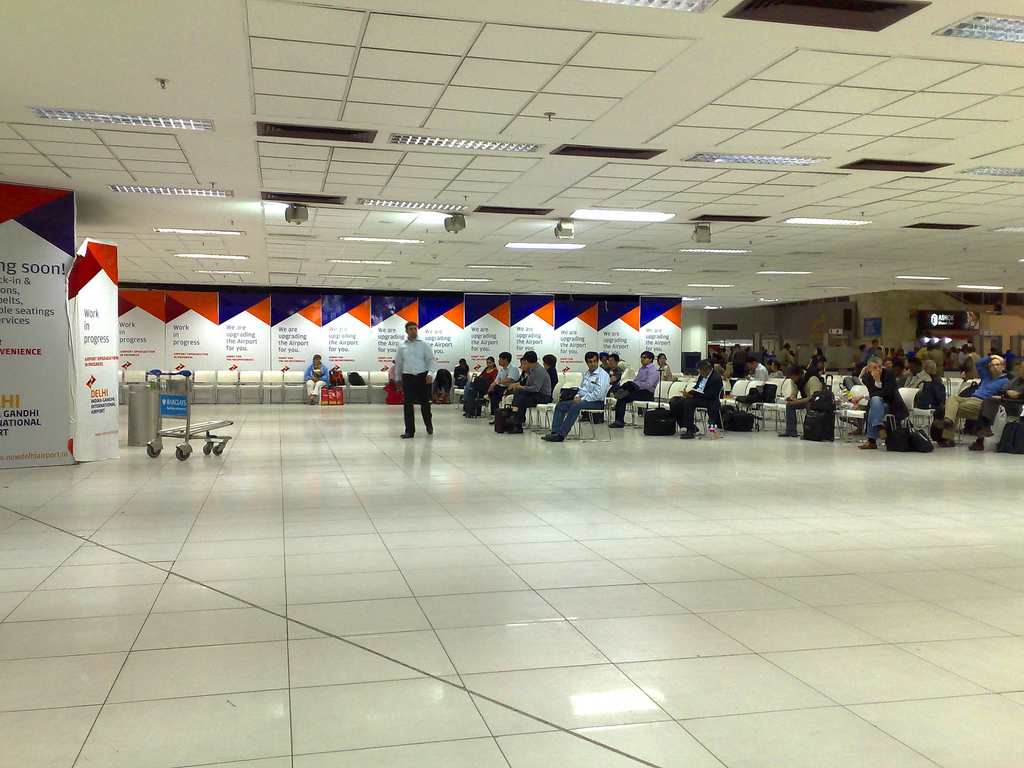
Зал прибытия Международного аэропорта Дели, видны таблички «Идут работы» в связи с модернизацией аэропорта.

В результате быстрого роста авиации Индии и выхода на рынок многочисленных частных лоу-кост авиакомпаний аэропорт пережил резкий скачок авиаперевозок и стал испытывать огромные трудности в обслуживании такого потока пассажиров. Пропускная способность Терминала 1 составляла всего 7.15 млн пассажиров в год, однако реальный пассажирооброт в 2005/06 годах составил около 10.4 млн. Вместе с международным терминалом (Терминал 2) пропускная способность аэропорта составляла 12.5 пассажиров в год, в то время как фактически пассажирооборот в 2006/07 составил 16.5 млн. В 2007 году трафик снова резко увеличился, уже на 6.5 млн в год, составив 23 млн пассажиров.
В аэропорту Дели две параллельные взлётно-посадочные полосы и одна непараллельная им: новая ВПП 11R/29L длиной 4 430 м, сертифицированная по CAT IIIB ILS с обоих концов, главная ВПП 10/28 (3 810 м) и вспомогательная ВПП 09/27 (2 813 м). Полоса 28 — одна из немногих в Азии и единственная в Южной Азии, сертифицированная по CAT III-B ILS. Зимой 2005 года произошло большое количество аварий и разрушений в аэропорту в связи с густым туманом и смогом. В результате некоторые местные авиакомпании стали готовить пилотов совершать посадку по категории CAT-II в условиях минимальной видимости. 31 марта 2006 года Международный аэропорт имени Индиры Ганди стал первым индийским аэропортом, который использовал две взлётно-посадочные полосы одновременно для приёма приземляющегося самолёта SpiceJet и взлёта самолёта Jet Airways.
База ВВС Индии (Хиндон) находится на курсе подлёта к аэропорту, поэтому гражданские самолёты должны пролетать в стороне от военных объектов. В прежние годы военные закрывали аэропорт в случае проведения праздничных мероприятий. С 2006 года такие мероприятия проводятся на авиабазе Хиндон, чтобы дать возможность работать аэропорту.

## Реконструкция и развитие
В аэропорту Дели произошло множество изменений с тех пор, когда Fraport, управление гражданской авиации Индии, Eraman Malaysia и GMR Infrastructure подписали договор на строительство и реконструкцию в аэропорту на 35-летний период. Терминалы 1A и 2 были оборудованы новыми туалетами, модернизированы зоны вылета и установлены новые системы обеспечения безопасности.
Эти компании также принимают участие в разработке и строительстве Терминала 3 Международного аэропорта имени Индиры Ганди. Этот терминал будет использоваться и для внутренних, и для международных рейсов после того, как вторая стадия строительства будет завершена; появится новый терминальный кейтеринг специально для международных рейсов. Терминал 3 будет в конечном итоге построен на месте старых терминалов.
Проект терминала был разработан Hellmuth, Obata and Kassabaum при сотрудничестве с Mott MacDonald. Терминал 3 будет представлять собой двухъярусное здание, нижний этаж будет зоной прибытия, верхний — зоной вылета. В терминале будет свыше 160 стоек регистрации, 74 телетрапа, 30 стоянок самолётов, 72 пунктов иммиграционного контроля, 15 зон рентгеновских приборов, а также большая торговая зона. Более 90 % пассажиров аэропорта будет использовать новый терминал. Открытие терминала приурочено к Играм Содружества 2010, которые будут принимать Дели, и он будет связан с городом восьмиполосным шоссе № 8 и веткой метро. Пропускная способность Терминала 3 составит более 35 млн пассажиров в год.
В сентябре 2008 года была открыта взлётно-посадочная полоса длиной 4.43 километра, это самая длинная ВПП в Азии. От ВПП ожидают увеличения количества взлётов-посадок до 70 с 34-40 в час до её открытия.
Строительство Терминала 3 является первой стадией расширения аэропорта, U-здание которого будет разваться по модульному принципу. В 2010 году все иностранные и местные перевозчики с полным сервисом перейдут на обслуживание в Терминал 3, в то время как Терминал 1 станет терминалом для лоу-кост авиакомпаний. На последующих этапах бюджетные перевозчики также будут использовать новый терминальный комплекс.
Терминалы 4 и 5 планируется построить на последующих этапах, после их постройки все международные рейсы будут переведены в эти два новых терминала, а Терминал 3 будет обслуживать только внутренние рейсы. Планируется построить также здание нового грузового терминала. По данным Delhi International Airport Limited (DIAL) стоимость новых терминалов составит около 7.5 млрд долл., а пропускная способность аэропорта возрастёт в результате до 100 млн.

## Авиакатастрофы и инциденты
- 25 января 1970 года — Fokker F27-200 авиакомпании Royal Nepal Airlines (9N-AAR), выполнявший рейс из Катманду, Непал, попал в грозу и зону высокой турбулентности на подходе к аэропорту Палам. Пилот потерял управление и не смог посадить самолёт, в результате произошла авиакатастрофа. На борту было пять членов экипажа и 18 пассажиров, погиб один член экипажа[13].
- 8 марта 1994 — падение тренировочного Boeing 737 на перрон в непосредственной близости от российского Ил-86, оба самолёта потеряны
- 12 ноября 1996 года произошло столкновение над Чархи-Дадри, когда взлетавший Boeing 747 Saudi Arabian Airlines столкнулся с идущим на посадку Ил-76 авиакомпании Air Kazakhstan. Погибло 349 человек.
- 24 декабря 1999 года самолёт Indian Airlines рейса 814, летевший из Катманду, Непал, в Международный аэропорт имени Индиры Ганди был захвачен. Самолёт совершил ряд перелётов между аэропортами Южной и Юго-восточной Азии, пока индийское правительство и Талибан вели переговоры. Один пассажир был убит, остальные освобождены. 31 декабря 1999 были освобождены последние пассажиры рейса 814.

## Авиакомпании и назначения
Международный аэропорт имени Индиры Ганди — база нескольких индийских авиакомпаний, включая Indian Airlines, SpiceJet, Air India Regional и IndiGo Airlines. Air India и Jet Airways используют аэропорт как их вторую база (первая — Международный аэропорт имени Чатрапати Шиваджи в Мумбаи). Аэропорт также основной базой для многих индийских перевозчиков, включая Kingfisher Airlines, GoAir, Deccan and Jet Lite. Около 100 местных, международных и грузовых авиакомпаний обслуживаются в аэропорту. В аэропорту есть в общей сложности шесть терминалов:

### Терминал 1 (внутренний)
В этом терминале обслуживаются все местные рейсы (из терминалов 1A и 1B). Терминал имеет малые размеры, однако отведена дополнительная площадь для приёма пассажиров и обработки багажа. Терминал будет освобождён после ввода в эксплуатацию новых терминалов.

### Терминал 1A
Терминал 1A обслуживает все внутренние рейсы авиакомпаний Kingfisher Airlines, Air India и их подразделений Air India Regional и Indian Airlines. Так как это самый старый терминал, требовался его ремонт и модернизация. DIAL, владелец аэропорта, провёл модернизацию терминала. На сегодняшний день в терминале установлены современные туалеты и другие средства обслуживания, однако после ввода в эксплуатацию новых терминалов Терминал 1A прекратит своё существование.

### Терминал 1B
Терминал 1B обслуживает всех других местных перевозчиков, включая Deccan, IndiGo Airlines, Jet Airways с подразделением JetLite, Jagson Airlines, MDLR Airlines, GoAir и SpiceJet. Этот терминал также прошёл модернизацию, в нём расположены рестораны быстрого питания, новая зона зала ожидания, новые туалеты. Здесь же находится территория для дальнейшего развития терминала. Этот терминал также будет закрыт после ввода в эксплуатацию новых терминалов в аэропорту.

### Терминал 2 (Международный)
Международный терминал обслуживает все международные рейсы в аэропорту, на данный момент это крупнейший терминал аэропорта. Тем не менее, построенный в 1980-х годах, он также требует ремонта, а его размера не хватает для обслуживания пассажиропотока. В результате модернизации терминал был перекрашен, стеклянные окна были заменены на более тёмные, была сменена плитка, было сменено покрытие стен и потоков, было установлено больше мощностей иммиграционного контроля, закуплены новые сидения и багажные ленты, расширена торговая зона. Дальнейшая судьба терминала не определена. После открытия в 2010 году Терминала 3 все авиакомпании перейдут обслуживаться в новый терминал, а Терминал 2 будет использоваться деловой авиацией или будет разобран.

### Терминал паломников
Для паломников, ежегодно отправляющихся на хадж, все авиакомпании, совершающие рейсы на Ближний Восток совершают рейсы из специального терминала, чтобы поток паломников не пересекался с другими пассажирами, обычно имеющими иное вероисповедание. Терминал имеет пропускную способность 10 млн пассажиров в год. Он функционирует с октября до декабря. Существуют планы продлить использование здания терминала на оставшиеся 10 месяцев года.

### Грузовой терминал
Грузовой Терминал обслуживает все грузовые операции в аэропорту. Аэропорт получил приз в 2007 году за его организацию системы обработки грузов.

### Терминал 3
Имея площадь 502 000 м², занимает 26-ю строчку в списке крупнейших зданий и сооружений мира (по площади помещений) Этот терминал используют все авиакомпании в аэропорту.

### Транспорт в Дели
Аэропорт соединён с Дели скоростным шоссе (Delhi Gurgaon Expressway). Низкопольные автобусы Tata Marcopolo осуществляют регулярные перевозки между аэропортом и городом. Ветка метрополитена в аэропорт будет достроена к 2010 году.

### Авиакомпании
| Авиакомпании                    | Назначения\| |
| ------------------------------- | --- |
| Аэрофлот                        | Москва-Шереметьево |
| Air Arabia                      | Шарджа |
| Air Astana                      | Алматы, Нур-Султан |
| Air China                       | Пекин |
| Air France                      | Париж-Шарль де Голль |
| Air India                       | Даммам, Дубай, Гонконг, Джедда, Колката, Лондон-Хитроу, Мумбаи, Нью-Йорк-JFK, Осака-Кансай, Париж-Шарль де Голль, Шанхай-Пудун, Сингапур, Токио-Нарита                           |
| Air India Express               | Дубай, Джапур, Лакнау, Мумбай |
| Air India Regional              | местные рейсы |
| Air Manas                       | Бишкек |
| Air Mauritius                   | Маврикий |
| American Airlines               | Чикаго-О’Хара |
| Ariana Afghan Airlines          | Кабул |
| Asiana Airlines                 | Сеул-Инчхон |
| Austrian Airlines               | Вена |
| Biman Bangladesh                | Дака |
| British Airways                 | Лондон-Хитроу |
| Cathay Pacific                  | Гонконг |
| China Airlines                  | Тайбэй-Тайвань Таоюань |
| China Eastern Airlines          | Пекин, Шанхай-Пудун |
| China Southern Airlines         | Гуанчжоу |
| Continental Airlines            | Ньюарк |
| Cosmic Air                      | Катманду |
| Druk Air                        | Катманду, Паро |
| Emirates Airline                | Дубай |
| Etihad Airways                  | Абу-Даби |
| Ethiopian Airlines              | Аддис-Абеба, Пекин |
| Finnair                         | Хельсинки |
| GMG Airlines                    | Дака, Карачи |
| GoAir                           | Ахмедабад, Гоа, Хайдарабад, Джамму, Мумбаи, Шринагар |
| Gulf Air                        | Бахрейн |
| Indian Airlines                 | Ахмедабад, Бангалор, Бангкок, Калькутта, Кочин, Дубай, Гоа, Хайдарабад, Джамму, Кабул, Катманду, Куала-Лумпур, Лех, Мумбаи, Пуна, Шарджа, Шринагар, местные рейсы                |
| IndiGo Airlines                 | Ахмедабад, Бангалор, Гоа, Хайдарабад, Мумбаи, Пуна, местные рейсы |
| Jagson Airlines                 | местные рейсы |
| Japan Airlines                  | Токио (Нарита) |
| Jazeera Airways                 | Дубай, Кувейт |
| Jet Airways                     | Абу-Даби, Ахмедабад, Бангалор, Бангкок, Брюссель, Дака, Дубай, Хайдарабад, Джамму, Катманду, Лех, Лондон-Хитроу, Мумбаи, Пуна, Сингапур, Шринагар, Торонто-Пирсон, местные рейсы |
| JetLite                         | Ахмедабад, Аллахабад, Бангалор, Гоа, Хайдарабад, Катманду, Мумбаи, Пуна, Шринагар, местные рейсы                                                                                 |
| Kam Air                         | Кабул |
| Kingfisher Airlines             | Агра, Ахмедабад, Бангалор, Гоа, Хайдарабад, Джамму, Мумбаи, Пуна, Шринагар, местные рейсы                                                                                        |
| Kingfisher Red                  | Бангалор, Хайдарабад, Мумбаи, местные рейсы |
| KLM Royal Dutch Airlines        | Амстердам |
| Kuwait Airways                  | Кувейт |
| Lufthansa                       | Франкфурт, Мюнхен |
| Mahan Air                       | Тегеран-Имама Хомени |
| Malaysia Airlines               | Куала-Лумпур |
| MDLR Airlines                   | местные рейсы |
| Nepal Airlines                  | Катманду |
| Oman Air                        | Мускат |
| Pakistan International Airlines | Карачи, Лахор |
| Qatar Airways                   | Доха |
| Royal Jordanian                 | Амман |
| Saudi Arabian Airlines          | Даммам, Риад, Джедда |
| Scandinavian Airlines           | Копенгаген |
| Singapore Airlines              | Сингапур |
| SpiceJet                        | Ахмедабад, Бангалор, Гоа, Хайдарабад, Джамму, Мумбаи, Пуна, Шринагар, местные рейсы                                                                                              |
| SriLankan Airlines              | Коломбо |
| Swiss International Airlines    | Цюрих |
| Tajik Air                       | Душанбе |
| Thai Airways International      | Бангкок |
| Turkish Airlines                | Стамбул-Ататюрк |
| Turkmenistan Airlines           | Ашхабад |
| Uzbekistan Airways              | Ташкент |
| Virgin Atlantic Airways         | Лондон-Хитроу |
| Xpressair                       | Катманду |

## Общественный транспорт
Оператором автобусов в аэропорту является DTC.
Ветка метрополитена Дели «Airport Express» на данный момент работает начиная со станции Dwarka 21, следующей станцией является станция «Airport T3» терминала 3.